# 12 prairial
12 floréal 12 messidor
Le duodi 12 prairial, officiellement dénommé jour de la bétoine, est le 252e jour de l'année du calendrier républicain.
C'était généralement le 31e jour du mois de mai dans le calendrier grégorien.